# Festival Show 2015
Il Festival Show è un evento musicale estivo creato da Radio Birikina e Radio Bella&Monella. 
L'edizione 2015 è stata condotta da Giorgia Palmas con la partecipazione del direttore di produzione Paolo Baruzzo.
Il tour, formato da 8 tappe, è iniziato il 27 giugno a Castelfranco Veneto e si è concluso all'Arena di Verona il 9 settembre.
Le serate sono state trasmesse in televisione in differita a partire dal 19 luglio ogni domenica su Agon Channel e Antenna Tre Nordest.

## Tappe
| Tappa n° | Data        | Città ospitante     | Luogo dell'evento | Cantanti partecipanti | Fonte |
| -------- | ----------- | ------------------- | ----------------- | --- | ----- |
| 1        | 27 giugno   | Castelfranco Veneto | Piazza Giorgione  | Al Bano, Matteo Becucci, Moreno, Rakele, Zero Assoluto, Davide Mogavero, Veramente Anonimi | [ 3 ] |
| 2        | 5 luglio    | Padova              | Prato della Valle | The Kolors, Chiara, Anna Tatangelo, Deborah Iurato, Dodi Battaglia, Veramente Anonimi, I Vianella, Arianna Antinori                                                                                     | [ 4 ] |
| 3        | 25 luglio   | Palmanova           | Piazza Grande     | Giusy Ferreri, Al Bano, Zero Assoluto, Deborah Iurato, Matteo Becucci, Rakele, Sandro Giacobbe, Veramente Anonimi, Nick Casciaro, I Nuovi Angeli                                                        |       |
| 4        | 31 luglio   | Marcon              | ValeCenter        | Francesca Michielin, Giusy Ferreri, Patty Pravo, Alexia, Paolo Belli, Clementino, Sonohra, Il Pagante, Benji & Fede, Manuel Foresta, Mitch, Stanco & Bussoletti                                         |       |
| 5        | 6 agosto    | Bibione             | Piazzale Zenith   | Noemi, Dear Jack, Enrico Ruggeri, Alexia, Moreno, Sonohra, Paolo Simoni, Raige, Nick Casciaro, Veramente Anonimi, Beat Box, Silvia Pirani                                                               |       |
| 6        | 13 agosto   | Jesolo Lido         | Piazza Torino     | Noemi, Bianca Atzei, Chiara, Guè Pequeno, Nesli, Klingande, Valerio Scanu, Dino, Street Clerks, Attika, Luca Bretta, Veramente Anonimi                                                                  |       |
| 7        | 20 agosto   | Lignano Sabbiadoro  | Beach Arena       | Roby Facchinetti, Marco Masini, Bianca Atzei, Marco Carta, Fabio Curto, Deborah Iurato, Valerio Scanu, Levante, Nomadi, Luca Bretta, Miriam Masala                                                      |       |
| 8        | 9 settembre | Verona              | Arena di Verona   | Nek, Francesca Michielin, Patty Pravo, Max Pezzali, Dolcenera, Anna Tatangelo, Alex Britti, Marco Carta, Zero Assoluto, Paola Turci, Marco Masini, Paolo Belli, Il Pagante, Benji & Fede, Valerio Scanu |       |